# Praça da Matriz (Porto Alegre)
A Praça Marechal Deodoro, mais conhecida como Praça da Matriz, é um espaço público e histórico da cidade de Porto Alegre, capital do estado brasileiro do Rio Grande do Sul. Está localizada no coração da cidade, no Centro Histórico, e existe desde os primórdios da capital. É tombada pelo Instituto do Patrimônio Histórico e Artístico Nacional.

## História

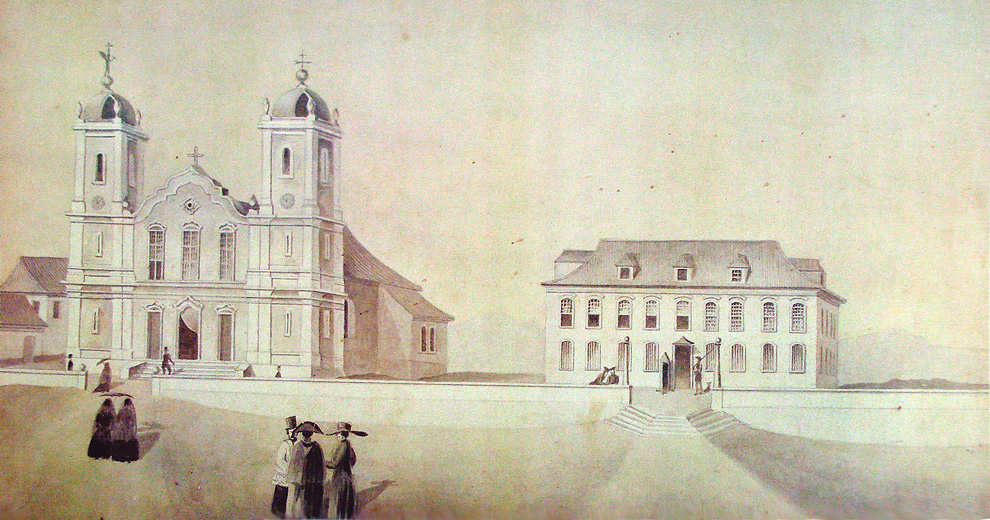
Vista da praça em torno de 1850 com suas duas primeiras edificações: a Matriz e o Palácio do Governo

A primeira menção que há do local da praça remonta ao ano de 1753, quando ali foi construído um cemitério. Seu lado sul foi o primeiro a ser ocupado, construindo-se ali a Igreja Matriz. Em consequência disso, seu nome passou a ser Praça da Matriz. Pouco tempo depois, em 1772, aparece no primeiro mapa da pequena povoação que era Porto Alegre em seus primórdios, como Praça do Novo Lugar. Quando a capital da capitania foi transferida de Viamão para Porto Alegre, a praça foi escolhida para abrigar o Palácio do Governador, concluído em 1789, passando a ser conhecida também como Praça do Palácio da Presidência. Ao lado do Palácio, apareceu em 1790 a Casa da Junta ou da Real Fazenda e, entre 1837 e 1839, ao lado da Matriz, a primeira Capela do Divino Espírito Santo.
Estabelecendo-se lentamente, a praça até 1840 não passava de uma elevação erodida, sem qualquer adorno. Nessa década foram então construídas as primeiras calçadas, e na segunda metade do século XIX, passada a agitação causada pela Revolução Farroupilha, quando a cidade foi sitiada por dez anos, outros edifícios importantes foram sendo construídos no seu entorno, como o Palácio do Ministério Público, a sede da Sociedade Bailante, a primeira hidráulica da cidade, a primeira sede da Intendência municipal, o Theatro São Pedro e seu edifício gêmeo (esta sede do Palácio da Justiça (mais tarde destruído em um incêndio), e a Junta Criminal.

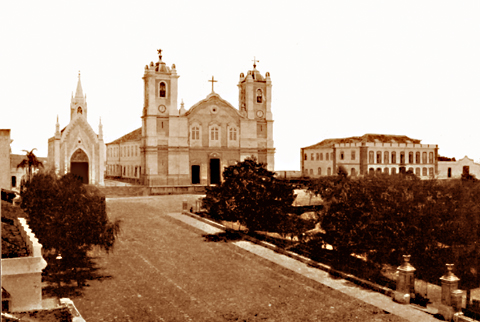
Virgilio Calegari: Vista da praça em sua primeira urbanização, em 1890

Em 1858, seu nome foi alterado para Praça Dom Pedro II, por ocasião da visita do Imperador à capital da província. Logo depois foi instalado o Chafariz do Imperador com estátuas de mármore, que simbolizavam os grandes rios da Bacia do Guaíba, transferidas em 2014 para a Hidráulica Moinhos de Vento, e resolveu-se dar início à arborização. Entretanto, uma fotografia tomada após 1870 mostra apenas poucas palmeiras.
O ajardinamento só foi empreendido de fato entre 1881 e 1883, incluindo 20 oliveiras vindas de Portugal. Em 1885 recebeu o Monumento ao Conde de Porto Alegre, depois removido para a praça que leva seu nome, a Praça Conde de Porto Alegre. Em 11 de dezembro de 1889, um decreto municipal alterou o nome do logradouro para Praça Marechal Deodoro, que conserva até hoje. Em 1896, o antigo Palácio do Governo foi demolido para dar lugar a uma sede mais ampla e luxuosa, o atual Palácio Piratini.
Em 24 de outubro de 1914 foi inaugurado o Monumento a Júlio de Castilhos, em homenagem ao estadista gaúcho Júlio de Castilhos. O monumento, em bronze, construído na gestão do governador Carlos Barbosa, foi criado pelo escultor Décio Villares. Cercam a figura central do governante diversas personificações de virtudes, como a Coragem e a Prudência, e de valores e instituições, como a Educação e o Civismo. Assim como muitas construções de Porto Alegre, o Monumento sofreu ao longo do tempo com atos de vandalismo e de depredação. Pouco depois, a antiga Matriz era demolida para a construção de uma catedral maior, a presente Catedral Metropolitana de Porto Alegre.
Posteriormente, a Praça recebeu grandes melhoramentos, concluídos em 1919. Em 1927, onde se localizava o antigo prédio da Assembleia Legislativa, foi construído o primeiro Auditório Araújo Vianna, para concertos da banda municipal, que foi demolido na década de 1960 para erguer-se em seu lugar o moderno Palácio Farroupilha, sede do Poder Legislativo do Estado. Nas vizinhanças imediatas da Praça da Matriz encontram-se ainda o Solar dos Câmara, o Museu Júlio de Castilhos e a Biblioteca Pública do Estado, todos em edificações históricas.

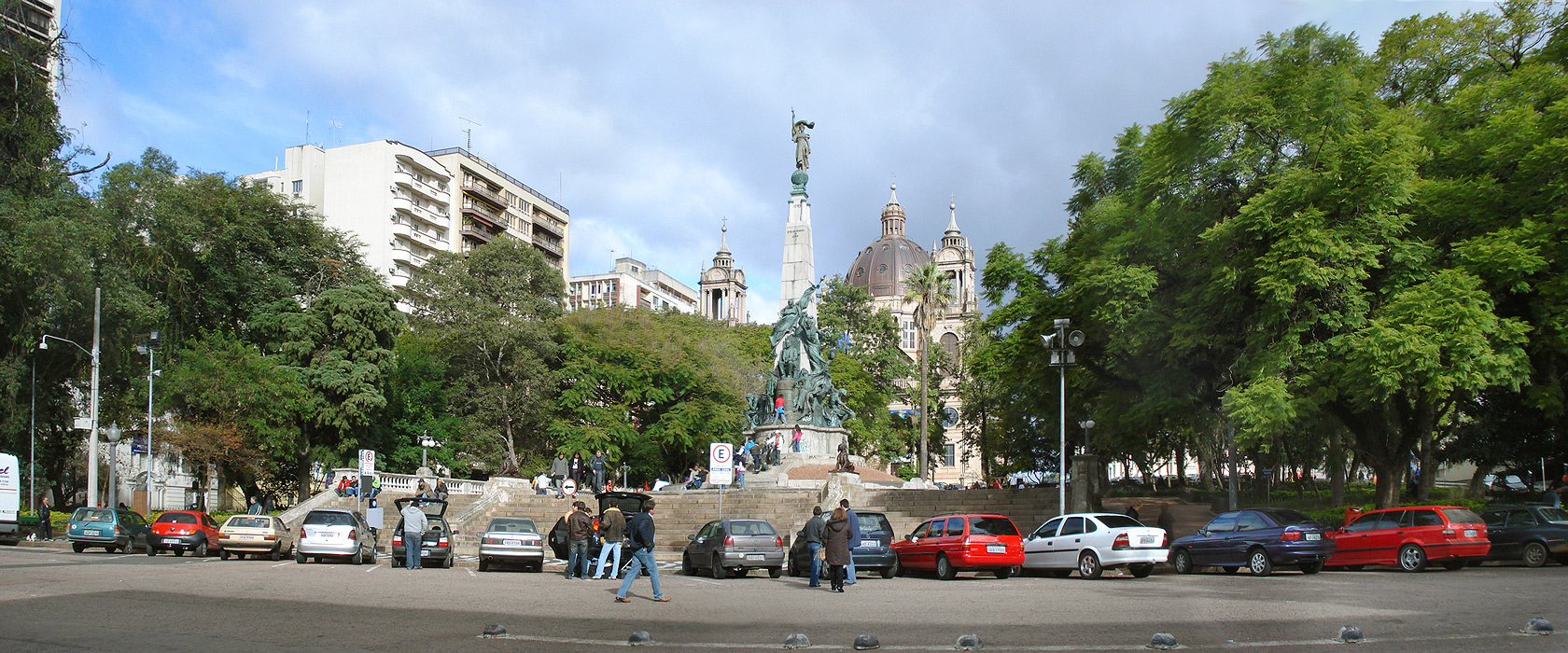
Vista atual da Praça da Matriz, com o Monumento a Júlio de Castilhos ao centro e a catedral ao fundo